# Ilous & Decuyper
 (mai 2020).
Si vous disposez d'ouvrages ou d'articles de référence ou si vous connaissez des sites web de qualité traitant du thème abordé ici, merci de compléter l'article en donnant les références utiles à sa vérifiabilité et en les liant à la section « Notes et références ».
Ilous & Decuyper est un duo pop-folk français du début des années 1970, formé par Bernard Ilous et Patrice Decuyper.
Ils sont connus pour l'album du même nom, Ilous & Decuyper, en 1971. Un autre album, Pèle Mêle, suivra en 1974.